# Phyllodactylus inaequalis
Phyllodactylus inaequalis är en ödleart som beskrevs av  Cope 1876. Phyllodactylus inaequalis ingår i släktet Phyllodactylus och familjen geckoödlor. IUCN kategoriserar arten globalt som livskraftig. Inga underarter finns listade i Catalogue of Life.